# Великоречье
Великоречье — село в Санчурском муниципальном округе Кировской области России.

## География
Село находится в юго-западной части Кировской области, в зоне хвойно-широколиственных лесов, на берегах реки Турши, к северу от автодороги 33Р-029, на расстоянии приблизительно 14 километров к востоку-юго-востоку (ESE) от Санчурска, административного центра района. Абсолютная высота — 122 метра над уровнем моря.
Климат
Климат характеризуется как умеренно континентальный, с умеренно холодной снежной зимой и тёплым летом. Среднегодовая температура — 1,5 °C. Абсолютный минимум температуры воздуха самого холодного месяца (января) составляет −45 °C; абсолютный максимум самого тёплого месяца (июля) — 37 °C. Годовое количество атмосферных осадков — 687 мм, из которых большая часть выпадает в тёплый период.

## Население
| 2010 |
| ---- |
| 4    |

Половой состав
По данным Всероссийской переписи населения 2010 года в гендерной структуре населения мужчины составляли 75 %, женщины — соответственно 25 %.
Национальный состав
Согласно результатам переписи 2002 года, в национальной структуре населения русские составляли 100 % из 9 чел.

## Известные уроженцы
Красильников Яков Ионович (1922—2004) —  советский военный, партийный и административный деятель. В годы Великой Отечественной войны и советско-японской войны — командир миномётной роты 1189 стрелкового полка 358 стрелковой дивизии 94 стрелкового корпуса 39 армии на 3 Белорусском фронте, старший лейтенант. Дважды кавалер ордена Отечественной войны и Красной Звезды. Директор Маркниторга (1982–1984). Член ВКП(б).